# Ossuccio
Ossuccio – miejscowość i gmina we Włoszech, w regionie Lombardia, w prowincji Como. Atrakcją jest sanktuarium Sacro Monte di Ossuccio, należące do kompleksu Sacri Monti, w 2003 r. wpisanego na Listę światowego Dziedzictwa UNESCO.
Według danych na rok 2004 gminę zamieszkiwało 940 osób, 117,5 os./km².
4 lutego 2014 gmina została zlikwidowana.